# Barclays U18 Premier League

## Lịch sử
Giải ra đời đầu tiên với tên gọi FA Premier Youth League từ năm 1997, được thay thế tối đa 3 cầu thủ trong 19 cầu thủ trong một trận đấu. Giải đấu gồm 16 đội, chia thành 2 nhóm phía Bắc và phía Nam, 2 đội đầu bảng mỗi nhóm vào vòng play-off. Đội chiến thắng khai mạc là Arsenal khi đánh bại Tottenham Hotspur 2-1 trong trận chung kết.
Giải đấu được cải cách lại vào năm 1998 với tên gọi Premier Academy League. Giải đấu được chia thành U-19 và U-17, với 32 đội gồm 16 đội u19 và 16 đội u16. Và cũng chia thành 2 nhóm Bắc và Nam, cũng 2 đội đầu bảng dự Play-off.
Từ mùa giải 1999-2000, đội U19 đã được mở rộng đến 40 đội trong 5 nhóm, mỗi nhóm có 8 đội, trước khi được tổ chức lại thành 4 nhóm mỗi nhóm có 10 đội vào mùa giải 2000-2001. Các quy định play-off đã được cải cách trong mùa 2003-2004, chỉ có bốn đội đầu bảng mới dự trận play-off.
Giải đấu được tổ chức lại một lần nữa trong mùa 2004-2005, Chỉ dành cho các cầu thủ dưới 18 tuổi thi đấu (cầu thủ dưới 18 tuổi sinh ngày 31 Tháng 8 về trước), có tới 3 cầu thủ U-19 và 1 thủ môn U19 cho phép chơi mỗi trận đấu. Đội cũng thi đấu ở cấp độ U-16 trong các nhóm giống như lúc đầu, nhưng chơi như giao hữu - không có bảng xếp hạng và không có trận play-off. Quy định này vẫn còn cho đến khi giải đấu bị hủy bỏ vào năm 2012.
Giải Barclays U18 Premier League đã thay thế giải Premier Academy League từ mùa giải 2012/2013 với mục đích nhằm tăng cường phát triển các cầu thủ trẻ và giúp họ có sự chuyển giao từ học viện lên đội hình Một.
Fulham là đội đã giành chức vô địch trong mùa giải Barclays U18 Premier League đầu tiên khi đánh bại Reading 3-0 trong trận chung kết trên sân Craven Cottage. Đến mùa giải 2013/2014, Everton là đội đã lên ngôi sau khi giành chiến thắng trước Manchester City trong trận chung kết với tỉ số 1-0 tại Goodison Park.

## Thể thức thi đấu Barclays U18 Premier League
Giải đấu có các tiêu chí như sau:
• Tổng cộng sẽ có 22 đội tham dự giải Barclays U18 Premier League, mỗi CLB đều áp dụng tiêu chuẩn "Nhóm một" trong chương trình phát triển cầu thủ trẻ (Elite Player Performance Plan - EPPP). Sẽ có 15 đội bóng của Barclays Premier League cùng với 7 CLB của Skybet Championship.
• Thể thức đã thay đổi kể từ mùa giải 2012/2013, với 22 CLB được chia thành 2 nhóm riêng biệt, phía bắc và phía nam, thay vì được chia thành 3 nhóm nhỏ hơn.
• Các CLB sẽ tiếp đón đối thủ cùng nhóm của mình tổng cộng 2 lần, cả trên sân nhà và sân khách. Thêm vào đó, các CLB sẽ chạm trán với đội ở khác nhóm với mình 1 lần, có thể là trên sân nhà hoặc sân khách. Nói chung, mùa giải sẽ kéo dài trong 31 trận đấu.
• 2 CLB đứng đầu ở mỗi nhóm sẽ được đá vòng bán kết, rồi sau đó là trận chung kết để xác định nhà vô địch của Barclays U18 Premier League. Ở vòng bán kết, đội đứng đầu ở nhóm phía bắc sẽ đối đầu với đội về thứ hai của nhóm phía nam, và đội đứng đầu ở nhóm phía nam cùng đội về nhì của nhóm phía bắc sẽ phải gặp nhau.
Độ tuổi yêu cầu:
• Các CLB không được phép sử dụng cầu thủ nào khác ngoài nhóm tuổi U18. Tuy nhiên, thủ môn được phép sử dụng cầu thủ thuộc độ tuổi U19.
11 CLB ở nhóm phía Bắc của Barclays U18 Premier League là:
• Blackburn Rovers
• Bolton Wanderers
• Everton
• Liverpool
• Manchester City
• Manchester United
• Middlesbrough
• Newcastle United
• Sunderland
• Stoke City
• Wolverhampton Wanderers
11 CLB ở nhóm phía Nam của Barclays U18 Premier League là:
• Arsenal
• Aston Villa
• Chelsea
• Fulham
• Leicester City
• Norwich City
• Reading
• Southampton
• Tottenham Hotspur
• West Bromwich Albion
• West Ham United

## Nhà vô địch
|           | FA Premier Youth League (Under-18) | FA Premier Youth League (Under-18) | References   |
| --------- | ---------------------------------- | ---------------------------------- | ------------ |
| 1997–98   | Arsenal U18s                       | Arsenal U18s                       | [ 1 ]        |
|           | FA Premier Academy League          |                                    |              |
| Under-19  | Under-17                           |                                    |              |
| 1998–99   | West Ham United U19s               | Blackburn Rovers U17s              | [ 2 ] [ 3 ]  |
| 1999–2000 | West Ham United U19s               | Arsenal U17s                       | [ 1 ] [ 2 ]  |
| 2000–01   | Nottingham Forest U19s             | Ipswich Town U17s                  | [ 4 ] [ 5 ]  |
| 2001–02   | Arsenal U19s                       | Newcastle United U17s              | [ 1 ] [ 6 ]  |
| 2002–03   | Blackburn Rovers U19s              | Leeds United U17s                  | [ 7 ] [ 8 ]  |
| 2003–04   | Southampton U19s                   | Aston Villa U17s                   | [ 9 ] [ 10 ] |
|           | Premier Academy League (Under-18)  |                                    |              |
| 2004–05   | Blackburn Rovers U18s              | Blackburn Rovers U18s              | [ 11 ]       |
| 2005–06   | Southampton U18s                   | Southampton U18s                   | [ 12 ]       |
| 2006–07   | Leicester City U18s                | Leicester City U18s                | [ 13 ]       |
| 2007–08   | Aston Villa U18s                   | Aston Villa U18s                   | [ 14 ]       |
| 2008–09   | Arsenal U18s                       | Arsenal U18s                       | [ 15 ]       |
| 2009–10   | Arsenal U18s                       | Arsenal U18s                       | [ 16 ]       |
| 2010–11   | Everton U18s                       | Everton U18s                       | [ 17 ]       |
| 2011–12   | Fulham U18s                        | Fulham U18s                        | [ 18 ]       |
| 2012–13   | Fulham U18s                        | Fulham U18s                        | [ 19 ]       |
| 2013–14   | Everton U18s                       | Everton U18s                       | [ 20 ]       |

### Những câu lạc bộ thành công nhất
| Đội               | U18 | U19 | U17 |
| ----------------- | --- | --- | --- |
| Arsenal           | 3   | 1   | 1   |
| Blackburn Rovers  | 1   | 1   | 1   |
| Aston Villa       | 1   | 1   |     |
| Southampton       | 1   | 1   |     |
| Everton           | 2   |     |     |
| Fulham            | 2   |     |     |
| West Ham United   |     | 2   |     |
| Nottingham Forest |     | 1   |     |
| Leicester City    | 1   |     |     |
| Ipswich Town      |     |     | 1   |
| Newcastle United  |     |     | 1   |
| Leeds United      |     |     | 1   |

## Giải Khác
- Premier Reserve League
- FA Youth Cup
- Football League Youth Alliance
- Premier League
- The Football League
- Elite Player Performance Plan

## Liên Kết ngoài
- League tables: A Lưu trữ ngày 25 tháng 9 năm 2011 tại Wayback Machine · B Lưu trữ ngày 19 tháng 10 năm 2011 tại Wayback Machine · C Lưu trữ ngày 27 tháng 9 năm 2011 tại Wayback Machine · D Lưu trữ ngày 9 tháng 11 năm 2011 tại Wayback Machine
- Fixtures and results Lưu trữ ngày 20 tháng 2 năm 2009 tại Wayback Machine
- Bulletins Lưu trữ ngày 10 tháng 4 năm 2008 tại Wayback Machine

Bản mẫu:Premier Academy League seasons
Bản mẫu:Reserve and Youth football in England